# Королевский знак Уэльса
Королевский знак Уэльса (англ. Royal Badge of Wales) — герб, носимый монархом Великобритании, используемый Национальной ассамблеей Уэльса для заверения издаваемых ею законодательных актов. Поскольку Княжество Уэльс не имеет утверждённого национального герба, королевский знак (бейдж) Уэльса является высшим геральдическим символом. Введён в действие в июле 2008 года.
Королевский знак представляет собой рассечённый и пересечённый на золото и червлень щит с четырьмя переменно окрашенными леопардами с лазоревым вооружением (когтями и языком). Щит окаймлён зелёной лентой, на которую помещён девиз: «Я верен своей стране» (валл. Pleidiol Wyf I'm Gwlad) — строка взятая из гимна Уэльса. Венчает знак корона святого Эдуарда. Вокруг знака размещён венок из геральдических растений составных частей Соединённого королевства: Уэльса, Шотландии, Ирландии и Англии — лука-порея, чертополоха, трилистника и двойной розы Тюдоров.

## История

Герб Лливелина

Королевский знак Уэльса в 1953 г.

Текущий королевский знак Уэльса является итогом исторического развития геральдических знаков, символизирующих Уэльс.
До завоевания Уэльса правители средневековых валлийских королевств имели личные гербы, которые, с некоторой долей условности, можно назвать гербами возглавляемых ими государственных образований. Из этих королевств Гвинед в период, предшествовавший потере независимости, был самым влиятельным и просуществовал дольше всех до 1282 года. Некоторым королям и принцам Гвинеда удалось объединить под своей рукой большую часть земель, входящих в территорию современного Уэльса. Валлийскими носителями титула Принца Уэльского также были представители этого северного королевства. Поэтому личный герб Лливелина Великого, воспринятый его наследниками, стал одним из важнейших геральдических символов Уэльса. С начала XX века принцы Уэльские начали помещать щиток с гвинедскими леопардовыми львами на свой герб, щит современного королевского знака также повторяет герб Лливелина.
Восшествие на престол Генриха VII положило начало официальному применению ещё одного валлийского традиционного геральдического знака — «Красного дракона». Генрих использовал его как личную эмблему, но при его потомках червлёный дракон пассант с воздетыми крыльями на зелёной горе закрепился как знак Уэльса.
В 1953 году красный дракон в виде Королевского знака Уэльса получил почётное добавление — гербу, состоявшему из щита, разделённого на две части — белую и зелёную с размещённым по центру красным драконом, было даровано обрамление подвязкой со словами «Красный дракон вдохновляет действие» (валл. «Y Ddraig Goch Ddyry Cychwyn»). Знак был также увенчан короной Святого Эдуарда.
В таком виде королевский знак стал достаточно распространён: в 1956 году его поместили на ошейники щитодержателей на гербе Кардиффа, затем его мотивы (но не сам знак) были использованы при утверждении флага Уэльса в 1959 году. Несмотря на введение новой версии знака, эмблема с красным драконом продолжает применяться, например, при заверении законодательных инструментов Национальной ассамблеи, или в символике «Уэльского Офиса» (англ. Wales Office), департамента по вопросам Уэльса в правительстве Великобритании.
В 2007 году Национальная ассамблея Уэльса, получившая к этому времени, возможность издавать законодательные акты, не требующие подтверждения Парламента Великобритании, поставила перед Принцем Уэльским и Геральдической палатой вопрос о необходимости утверждения высшего геральдического символа. В результате первый со времен Хивела Доброго валлийский закон вышедший 9 июля 2008 года был заверен новым королевским знаком Уэльса.